# Trzcianka (Sobolew)
Pour les articles homonymes, voir Trzcianka.
Trzcianka (prononciation : [ˈtʂt͡ɕaŋka]) est un village polonais de la gmina de Sobolew dans le powiat de Garwolin de la voïvodie de Mazovie dans le centre-est de la Pologne.
Il se situe à environ 7 kilomètres à l'est de Sobolew (siège de la gmina), 18 kilomètres au sud-est de Garwolin (siège du powiat) et à 73 kilomètres au sud-est de Varsovie (capitale de la Pologne).
Le village possède approximativement une population de 160 habitants.

## Histoire
De 1975 à 1998, le village appartenait administrativement à la voïvodie de Siedlce.